# アフリカ知的財産機関
アフリカ知的財産機関（アフリカちてきざいさんきかん、仏：Organisation Africaine de la Propriété Intellectuelle、OAPI）は、フランス語圏を中心とするアフリカ諸国からなる知的財産権に関する国際機関である。加盟国における知的財産権の出願受付、登録などの業務を行う。本部はカメルーンのヤウンデ。

## 概要
1977年3月2日に中央アフリカのバンギで作成されたバンギ条約によって設立された。同条約に基づいて、特許、実用新案、意匠、商標、商号、地理的表示、著作権、不正競争、回路配置、植物品種登録に関する業務を行う。
国連アフリカ経済委員会の構成国、及び、アフリカ連合の加盟国が加盟資格を有する。
なお、アフリカにはOAPIの他に、英語圏諸国を中心とする地域特許庁であるアフリカ広域知的財産機関（African Regional Intellectual Property Organization、ARIPO）が存在する。

## 加盟国
- ベナン
- ブルキナファソ
- カメルーン
- 中央アフリカ共和国
- チャド
- コンゴ共和国
- コートジボワール
- 赤道ギニア
- ガボン
- ギニア
- ギニアビサウ
- マリ
- モーリタニア
- ニジェール
- セネガル
- トーゴ